# The Best of Mandy Moore
The Best of Mandy Moore è il primo Greatest Hits della cantante statunitense Mandy Moore uscito nel 2004.

## Tracce
1. Candy
2. Walk Me Home
3. Baby It's Real
4. I Wanna Be With You
5. In My Pocket
6. Crush
7. Cry
8. Only Hope
9. Have a Little Faith in Me
10. Can We Still Be Friends
11. Senses Working Overtime
12. I Feel The Earth Move
13. Top Of The World
14. Secret Love